# カビンブリー駅
カビンブリー駅（カビンブリーえき、タイ語:สถานีรถไฟกบินทร์บุรี）は、タイ王国の中部プラーチーンブリー県カビンブリー郡にある、タイ国有鉄道東本線の駅である。

## 概要
カビンブリー駅は、タイ王国中部プラーチーンブリー県の人口約14万人が暮らすカビンブリー郡にある。東本線全長（254.50km）のおよそ2/3程の地点に位置する。駅の正面側は北向きであり、町の中心部に位置する。
1日に8本の列車（4往復）の発着があり、いずれも普通列車である（東本線には特急列車、急行列車、快速列車の運行は無い）。4往復の内2往復は、当駅着発である。運賃はクルンテープ駅 - 当駅間（161.26km）で33バーツ（約110円）となっており、JRにて同等の距離では2,940円と大きな隔たりがある。

## 歴史
1908年1月24日に、東本線のクルンテープ駅 - チャチューンサオ駅 (60.99km)が開業した。約5年後の1925年1月1日に、当駅まで延伸開業し終着駅として開業したが、翌年1926年11月8日にアランヤプラテート駅まで延長された事により中間駅となった。
- 1908年1月24日 【開業】クルンテープ駅 - チャチューンサオ駅 (60.99km)
- 1925年1月1日  【開業】チャチューンサオ駅 - カビンブリー駅 (100.27km)
- 1926年11月8日 【開業】カビンブリー駅 - アランヤプラテート駅 (93.24km)

## 駅構造

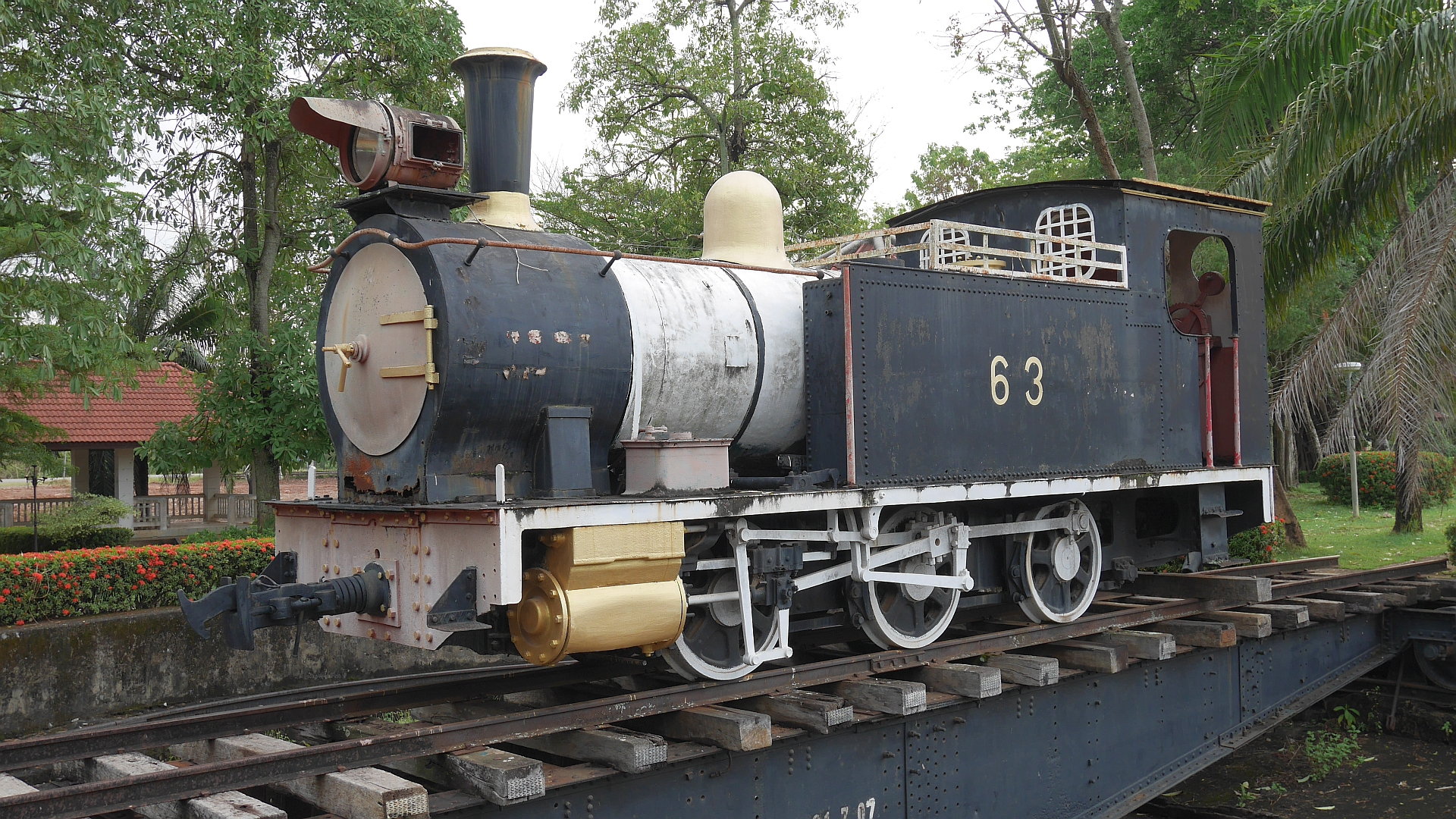

単式ホーム1面1線をもつ地上駅であり、駅舎はホームに面している。蒸気機関車時代の給水塔が駅舎よりに、又東側には転車台が現在でも残っている。転車台上には退役した蒸気機関車63号機（1911年Brush Electric製、製造番号324）が静態保存されている。

## 駅周辺
- カビンブリー・バスターミナル（約4km）